# U 537
U 537 war ein deutsches U-Boot vom Typ IX C/40 der Kriegsmarine im Zweiten Weltkrieg.

## Geschichte
Das U-Boot wurde am 10. April 1942 durch die Deutsche Werft in Hamburg auf Kiel gelegt und am 27. Januar 1943 in Dienst gestellt. Kapitänleutnant Peter Schrewe führte das Schiff bis zu seiner Versenkung 1944.

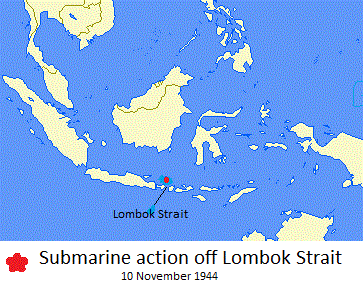
Lage des Wracks von U 537

U 537 gehörte vom 27. Januar bis 31. Juli 1943 zur 4. U-Flottille, vom 1. August 1943 bis 30. September 1944 zur 10. U-Flottille und vom 1. Oktober bis 9. November 1944 zur 33. U-Flottille.
U 537 führte drei Feindfahrten durch, auf der ersten die einzige Landung unter Waffen in Nordamerika während des Zweiten Weltkriegs, als es am 22. Oktober 1943 die automatische Wetterstation Kurt in der Martin Bay auf Labrador errichtete. Die Reste der Funkstation wurden zufällig 1981 wiederentdeckt. Die zweite Feindfahrt führte das U-Boot von Lorient nach Batavia in Südostasien. Am 10. November 1944 wurde U 537 auf seiner dritten Feindfahrt in der Javasee östlich von Surabaya mit der 58-köpfigen Mannschaft durch Torpedos des amerikanischen U-Boots Flounder versenkt.